# Ein Jahr der ruhenden Sonne
Ein Jahr der ruhenden Sonne (polnischer Originaltitel: Rok spokojnego slonca) ist ein im Jahr 1984 erschienenes Melodram von Krzysztof Zanussi. 
Im englischsprachigen Raum erschien der Film unter dem Titel A Year of the Quiet Sun, in der DDR unter dem Titel Das Jahr der ruhigen Sonne.

## Handlung
Eine Frau mittleren Alters, die Polin Emilia, lebt ein Jahr nach dem Ende des Zweitens Weltkriegs in einer Kleinstadt in der heutigen Woiwodschaft Lebus und kümmert sich in einer zerstörten Wohnung deutscher Heimatvertriebener um ihre kranke Mutter. Ihre nächste Nachbarin und Bekannte ist die Prostituierte Stella, die während des Krieges in einem Konzentrationslager Männer der Waffen-SS verpflegte. Emilia versucht ihren Lebensunterhalt mit dem Verkauf selbstgebackener Kekse zu verdienen. Währenddessen trifft eine amerikanische Militärkommission in der Stadt ein, um in einem nahe gelegenen Stalag die Gräber englischer und amerikanischer Piloten zu finden, die von den Nazis ermordet wurden. Emilia trifft zufällig auf eines der Komiteemitglieder, den amerikanischen Soldaten Norman, der ihr anbietet, sie ein Stückchen mit seinem Jeep mitzunehmen. Emilia begegnet dem Amerikaner zurückhaltend, erklärt ihm aber ihre Situation anhand eines polnisch-englischen Wörterbuchs und dass sie ihren Mann verloren hat. Trotz der Zurückhaltung besucht Norman mehrmals Emilia und versucht, ihr und ihrer Mutter zu helfen. Einer seiner Besuche erfolgt kurz nachdem Schläger und korrupte Sicherheitsbeamte die Wohnung geplündert und Emilia aufgefordert haben, ihr Versteck mit den Ersparnissen preiszugeben.
Als die US-amerikanische Militärkommission die Leichen der ermordeten Offiziere findet und das Ende des Aufenthalts für die Kommission in Polen absehbar wird, versucht Norman Emilia zu überreden, mit ihrer Mutter in die USA zu kommen. Emilia sucht Rat bei einem Priester, der wiederum beide in ein Kloster einlädt, in dem eine der Schwestern Englisch spricht. Als Emilia dort Norman versteht, zögert sie jedoch angesichts der Krankheit ihrer Mutter. Schließlich entschließen sich Emilia und ihre Mutter, ohne Wissen der kommunistischen Behörden aus Polen zu fliehen, und kommen bei Planungen dafür mit dem Spediteur Adzio in Kontakt. Emilias Mutter ahnt jedoch, dass sie die Reise nicht überstehen wird. Um ihre Tochter von Zwiespalt und Aufopferung zu entbinden und ihr die Freiheit zu schenken, öffnet sie bei jeder Gelegenheit die Fenster ihres Zimmers, was angesichts ihres schlechten Gesundheitszustandes zu einer Erkältung mit Todesfolge führt. 
Wegen des Ablebens ihrer Mutter glaubt Emilia, dass dadurch noch ein Platz beim Schleuser Adzio frei sei, und überredet ihre Nachbarin Stella mitzukommen. Adzio behauptet jedoch, dass er nur für eine Person bezahlt wurde. In einem Akt der Verzweiflung überlässt Emilia daraufhin Stella den Platz und akzeptiert, dass Norman ohne sie aus Polen abreist. Jahre später, Emilia lebt inzwischen in einem von Nonnen geführten Altersheim, erfährt sie von einem Erbe, das sie in Amerika erhalten hat. Sie versucht sich auf den Weg zu machen, kann den Koffer aber nicht mehr tragen und verliert das Bewusstsein.

## Produktion

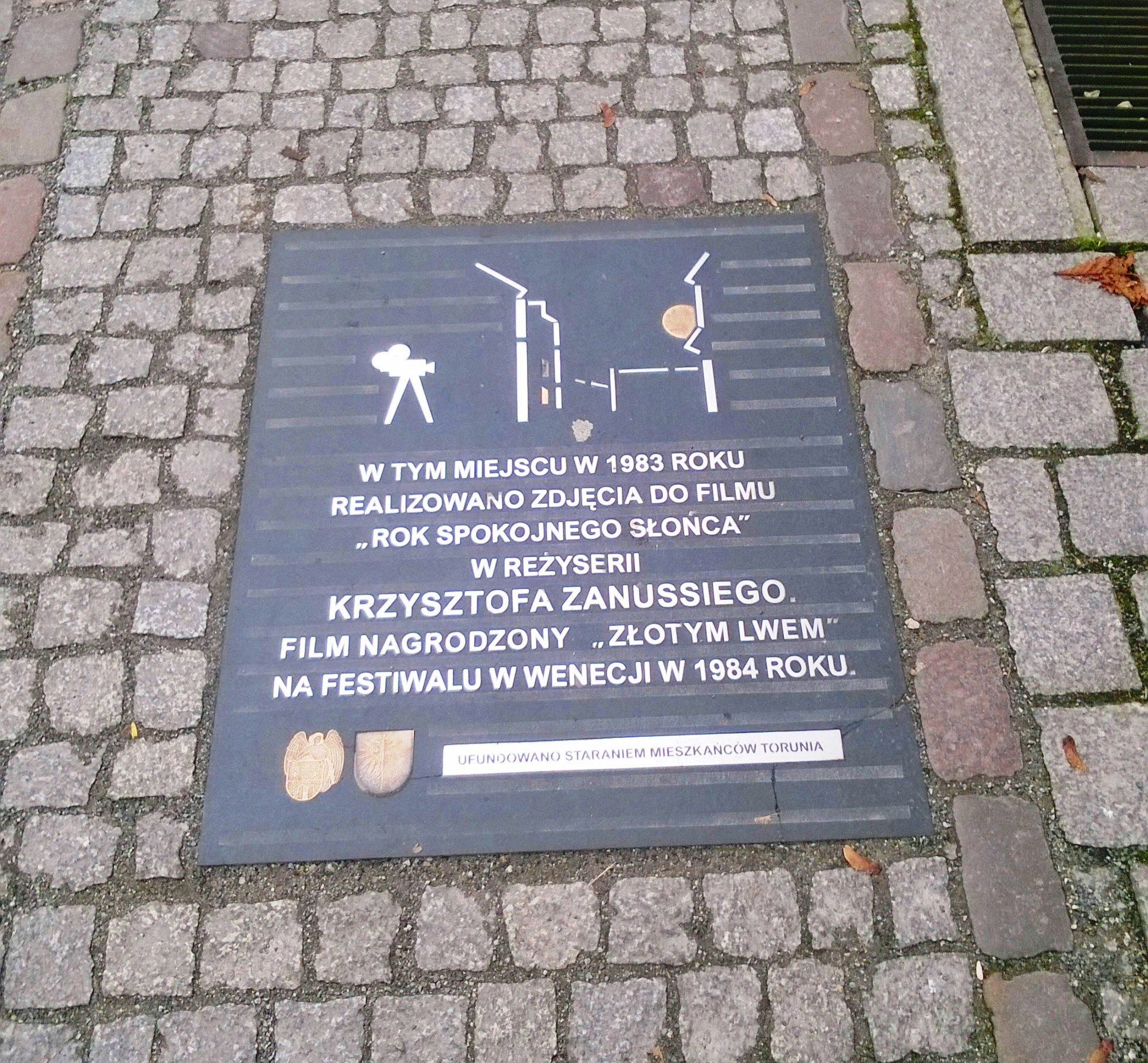
Eine Gedenkplatte in Toruń erinnert an die Filmproduktion.

Dreharbeiten fanden an einigen Orten in Toruń (unter anderem am Artushof Toruń) sowie in Grudziądz (dort beim ehemaligen Jesuitenkloster) und im Monument Valley statt.
Magdalena Biedrzycka war als Kostümdesignerin an der Produktion beteiligt.

## Rezeption

### Auszeichnung und Nominierung
Bei den Filmfestspielen von Venedig 1984 wurde der Film mit dem Goldenen Löwen ausgezeichnet.
Bei den Golden Globe Awards 1986 wurde der Film für den besten fremdsprachigen Film nominiert. 

### Kritiken
Laut Rotten Tomatoes überzeugte der Film 73 % der berufsmäßigen Filmkritiker und 87 % des Publikums.

„Der Film beeindruckt vor allem durch seine atmosphärische Dichte und sein Gespür für feinste Nuancen, wobei er Rührseligkeit vermeidet. Die Aufarbeitung schmerzlicher, kaum zu vergessender Kriegserlebnisse steht bei aller bohrenden Intensität in einer künstlerisch bewegenden Balance mit Zeichen für Lebenswillen, Hoffnung und stilles Heldentum.“